# Shooting Star
Shooting Star är en EP från Owl City som släpptes den 15 maj 2012. Skivan är ett "smakprov" från skivan The Midsummer Station som släpptes den 21 augusti 2012.

## Låtlista
| Nr | Titel                            | Kompositör                                                                      | Producent(er)                  | Längd |
| -- | -------------------------------- | ------------------------------------------------------------------------------- | ------------------------------ | ----- |
| 1. | Shooting Star                    | Adam Young, Mikkel S. Eriksen, Tor Erik Hermansen, Matthew Thiessen, Dan Omelio | Stargate, Adam Young           | 4:07  |
| 2. | Gold                             | Josh Crosby, Campany, Wright                                                    | Josh Crosby, Adam Young (add.) | 3:56  |
| 3. | Dementia (featuring Mark Hoppus) | Young                                                                           | Adam Young                     | 3:31  |
| 5. | I'm Coming After You             | Young, Thiessen, Brian Lee                                                      | Adam Young, Brian Lee (add.)   | 3:30  |

### Fotnoter
1. ↑  http://en.wikipedia.org/wiki/Shooting_Star_(EP)